# Apple Store
Apple Store là một chuỗi các cửa hàng bán lẻ thuộc quyền sở hữu và được vận hành bởi Apple Inc. Các cửa hàng bán nhiều sản phẩm khác nhau của Apple, bao gồm máy tính cá nhân Mac, điện thoại thông minh iPhone, máy tính bảng iPad, máy đa phương tiện cầm tay iPod, đồng hồ thông minh Apple Watch, máy đa phương tiện kỹ thuật số Apple TV, phần mềm và phụ kiện chọn lọc của bên thứ ba.
Các Apple Store đầu tiên ban đầu được mở như hai địa điểm vào tháng 5 năm 2001 bởi CEO lúc bấy giờ Steve Jobs, sau nhiều năm cố gắng thử mô hình cửa hàng bên trong cửa hàng nhưng thất bại. Nhận thấy cải tiến việc trưng bày bán lẻ các sản phẩm của công ty là rất cần thiết, năm 1997, ông bắt đầu nỗ lực cải tổ chương trình bán lẻ để cải thiện mối quan hệ với người tiêu dùng và thuê Ron Johnson vào năm 2000. Jobs đã khởi động lại cửa hàng trực tuyến Apple vào năm 1997 và mở hai cửa hàng vật lý đầu tiên vào năm 2001. Các phương tiện truyền thông ban đầu suy đoán rằng Apple sẽ thất bại, nhưng các cửa hàng của họ lại rất thành công, cho thấy ở việc vượt qua doanh số cạnh tranh của các cửa hàng gần đó và trong vòng ba năm đạt 1 tỷ đô la Mỹ doanh số hàng năm, trở thành nhà bán lẻ làm điều đó nhanh nhất trong lịch sử. Trong những năm qua, Apple đã mở rộng số lượng địa điểm bán lẻ và phạm vi địa lý của họ, với 521   cửa hàng trên 25 quốc gia trên toàn thế giới tính đến năm 2022. Doanh số sản phẩm cao đã đưa Apple vào hàng ngũ các cửa hàng bán lẻ hàng đầu, với doanh số hơn 16 tỷ đô la Mỹ trên toàn cầu trong năm 2011.
Vào tháng 5 năm 2016, Angela Ahrendts, Phó chủ tịch bán lẻ lúc bấy giờ của Apple, đã tiết lộ về một Apple Store được thiết kế lại Union Square, San Francisco, với lối vào là cửa kính lớn, không gian mở và các phòng được tái cấu trúc thương hiệu. Ngoài việc mua sản phẩm, người tiêu dùng có thể nhận được lời khuyên và trợ giúp từ "Chuyên gia Sáng tạo" (Creative Pros)- những cá nhân có kiến thức chuyên môn về nghệ thuật sáng tạo; nhận hỗ trợ sản phẩm trong Genius Grove rợp bóng cây; và tham dự các phiên họp, hội nghị và sự kiện cộng đồng, với Ahrendts bình luận rằng mục tiêu là muốn biến Apple Store thành "quảng trường thị trấn", nơi mọi người tự nhiên gặp gỡ và dành thời gian. Thiết kế mới sẽ được áp dụng cho tất cả các Apple Store trên toàn thế giới, một quá trình khiên một số cửa hàng phải tạm thời di dời hoặc đóng cửa.
Nhiều Apple Store được đặt bên trong trung tâm mua sắm, nhưng Apple đã xây dựng một số cửa hàng hàng đầu độc lập ở các địa điểm cao cấp. Họ đã được cấp bằng sáng chế thiết kế và nhận giải thưởng kiến trúc cho các thiết kế và xây dựng của cửa hàng, đặc biệt cho việc sử dụng cầu thang và khung kính. Thành công của Apple Store đã có ảnh hưởng đáng kể đến các nhà bán lẻ điện tử tiêu dùng khác, những người đã mất lưu lượng, kiểm soát và lợi nhuận do chất lượng dịch vụ và sản phẩm cao hơn rõ ràng tại Apple Store. Lòng trung thành thương hiệu đáng chú ý dành cho Apple của cộng đồng người tiêu dùng tạo nên những hàng người dài đến hàng trăm người tại các buổi khai trương hoặc phát hành sản phẩm mới của Apple Store. Do sự phổ biến của thương hiệu, Apple nhận được rất nhiều đơn xin việc, hầu hết đến từ những người lao động trẻ. Nhân viên Apple Store nhận được mức lương trên trung bình, được cung cấp tiền cho giáo dục và chăm sóc sức khỏe và được giảm giá sản phẩm; tuy nhiên, có giới hạn hoặc không có con đường thăng tiến nghề nghiệp. Một báo cáo tháng 5 năm 2016 với một nhân viên bán lẻ ẩn danh đã nêu bật một môi trường làm việc thù địch với sự quấy rối từ khách hàng, sự chỉ trích nội bộ dữ dội và thiếu các khoản thưởng đáng kể để đảm bảo các hợp đồng kinh doanh lớn.

## Mô tả

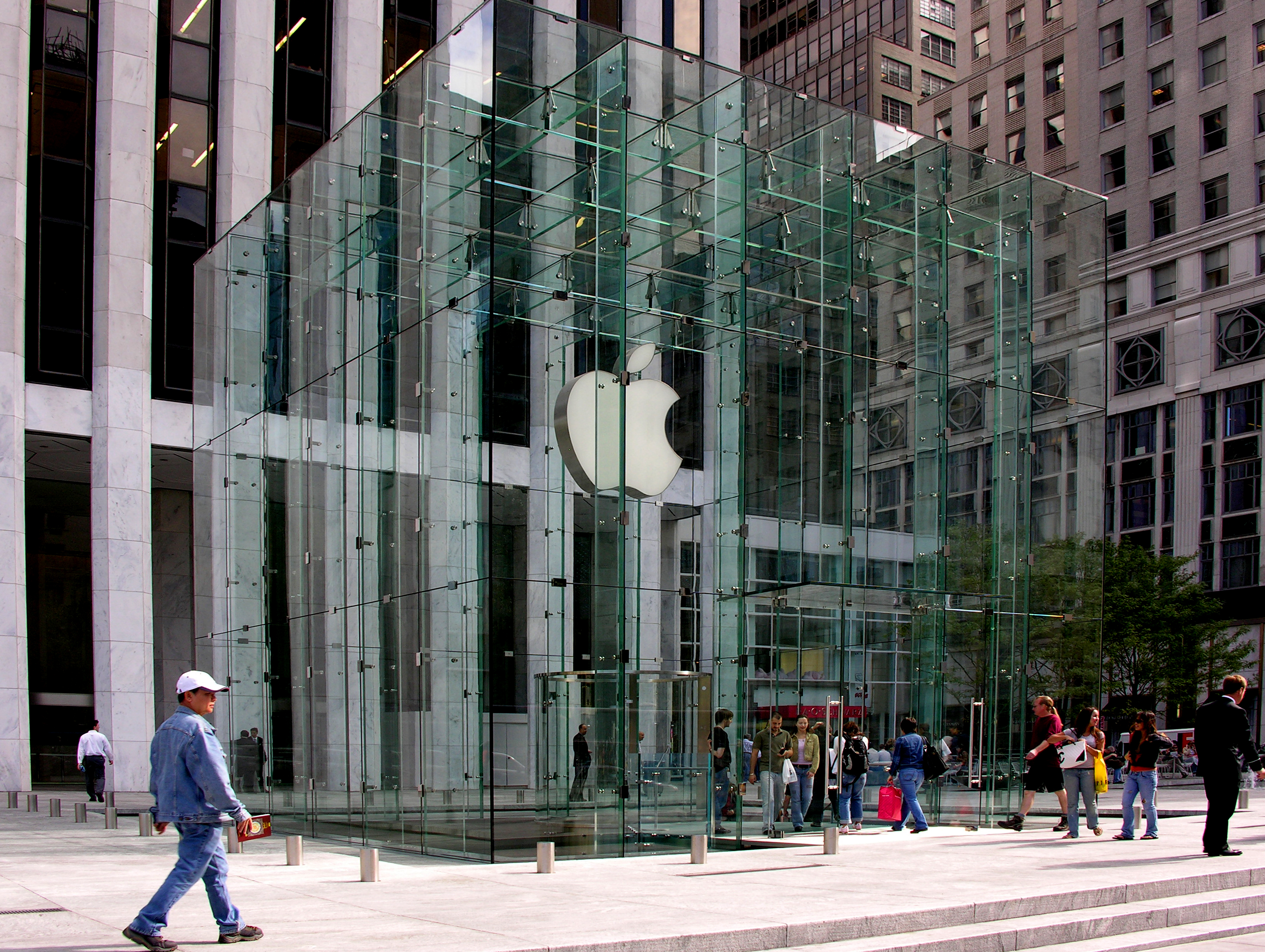
Cửa hàng hàng đầu Fifth Avenue của Apple tại thành phố New York, năm 2006.

Nhiều Apple Store được đặt bên trong trung tâm mua sắm, nhưng Apple cũng đã xây dựng một số cửa hàng hàng đầu độc lập ở các địa điểm cao cấp, chẳng hạn như cửa hàng nằm trong Grand Central Terminal ở thành phố New York. Một số cửa hàng nhiều tầng có cầu thang kính, và có khi còn có cầu kính. The New York Times đã viết vào năm 2011 rằng các đặc tính này là một phần của sự chú ý chi tiết sâu rộng CEO bấy giờ Steve Jobs, và Apple đã nhận được bằng sáng chế thiết kế vào năm 2002 cho thiết kế cầu thang kính. Trong lịch sử, Apple đã hợp tác với công ty kiến trúc Bohlin Cywinski Jackson trong việc thiết kế và tạo ra các cửa hàng bán lẻ đầu tiên của mình và trong những năm gần đây đã hợp tác với công ty kiến trúc Foster + Partners trong việc thiết kế các cửa hàng mới hơn, cũng như khuôn viên Apple Park của công ty.
Apple đã nhận được nhiều giải thưởng kiến trúc cho các thiết kế cửa hàng của mình, và khung dạng khối thủy tinh "mang tính biểu tượng" của họ, được thiết kế một phần bởi Peter Bohlin, tại cửa hàng ở Fifth Avenue, Thành phố New York, đã nhận được một bằng sáng chế thiết kế riêng trong năm 2014.
Ron Johnson giữ vị trí Phó chủ tịch cấp cao về hoạt động bán lẻ từ năm 2001 đến ngày 1 tháng 11 năm 2011 Trong nhiệm kỳ của mình, có thông tin rằng trong khi Johnson chịu trách nhiệm lựa chọn địa điểm, dịch vụ tại cửa hàng và bố cục cửa hàng, hàng tồn kho được kiểm soát bởi COO bấy giờ và CEO hiện tại Tim Cook, người có nền tảng trong quản lý chuỗi cung cấp. Vào tháng 1 năm 2012, Apple đã chuyển giao quyền lãnh đạo bán lẻ cho John Browett. Tuy nhiên, sau khi cố gắng cắt giảm chi phí, bao gồm giảm việc thuê nhân viên mới và hạn chế giờ làm việc của nhân viên, anh ta đã bị sa thải sau sáu tháng, sau đó nói với một hội nghị rằng anh ta "không phù hợp với cách họ điều hành doanh nghiệp". Vào tháng 10 năm 2013, Apple đã thuê Angela Ahrendts từ Burberry.

### Môi trường làm việc

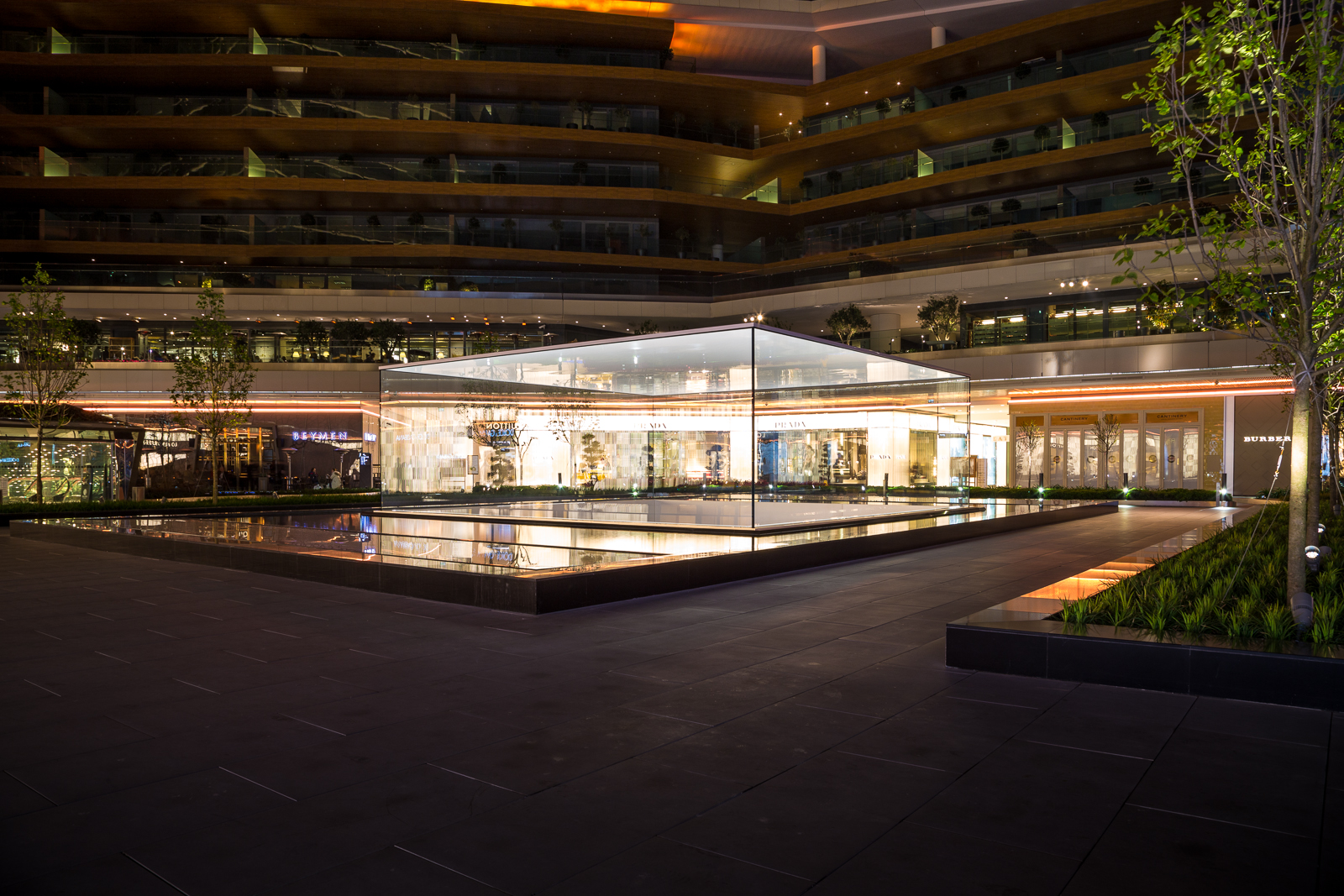
Apple Store tại Zorlu Center ở Istanbul có một chiếc đèn lồng thủy tinh đã giành được Supreme Award của 2014 IStructE Structural Awards cho kỹ thuật kết cấu

Do sự phổ biến của thương hiệu, người xin việc tại Apple Store rất nhiều, với nhiều công nhân trẻ nộp đơn. Tốc độ làm việc cao do sự phổ biến của iPhone và iPad. Nhân viên thường chỉ làm việc trong một vài năm vì triển vọng nghề nghiệp bị hạn chế mà không có con đường thăng tiến nào ngoài các vị trí quản lý bán lẻ hạn chế. Nhân viên Apple Store được trả mức lương trên trung bình cho nhân viên bán lẻ và được cung cấp tiền cho các khóa học đại học, hội viên gym, chăm sóc sức khỏe, kế hoạch 401(k), giảm giá sản phẩm và giảm giá khi mua cổ phiếu. Tỷ lệ duy trì cho các kỹ thuật viên của Genius Bar là hơn 90%.
Một bài báo của Business Insider tháng 5 năm 2016 có một cuộc phỏng vấn dài với một nhân viên bán lẻ ẩn danh của Apple Store tại Vương quốc Anh, nơi nhân viên nêu bật những bất mãn và vấn đề đối với nhân viên bán lẻ, bao gồm quấy rối và dọa giết từ khách hàng, một chính sách chỉ trích nội bộ dữ dội cảm thấy "như một giáo phái", thiếu bất kỳ khoản thưởng đáng kể nào nếu một nhân viên giữ được một hợp đồng kinh doanh trị giá "hàng trăm ngàn", thiếu cơ hội thăng tiến và được trả rất ít đến mức nhiều nhân viên không thể tự mua sản phẩm ngay cả với chính sách giảm giá "hào phóng" cho bất kỳ sản phẩm Apple nào hoặc cổ phiếu Apple.

## Quốc gia và khu vực

>50 cửa hàng
20–49 cửa hàng
10–19 cửa hàng
5–9 cửa hàng
2–4 cửa hàng
1 cửa hàng

| #         | Quốc gia / Khu vực                   | Ngày mở cửa hàng đầu tiên | Địa điểm cửa hàng đầu tiên                      | Số lượng của hàng | Chú thích     |
| --------- | ------------------------------------ | ------------------------- | ----------------------------------------------- | ----------------- | ------------- |
| 1         | Hoa Kỳ                               | 19 tháng 5 năm 2001       | Tysons Corner Center, Tysons Corner, Virginia   | 271               | [ 32 ]        |
| 2         | Trung Quốc                           | 19 tháng 7 năm 2008       | Sanlitun, Bắc Kinh                              | 47                | [ 33 ]        |
| 3         | Vương quốc Anh                       | 20 tháng 11 năm 2004      | Regent Street, London                           | 40                | [ 34 ]        |
| 4         | Canada                               | 21 tháng 5 năm 2005       | Yorkdale Shopping Centre, Toronto               | 28                | [ 35 ]        |
| 5         | Úc                                   | 19 tháng 6 năm 2008       | George Street, Sydney                           | 22                | [ 36 ]        |
| 6         | Pháp                                 | 7 tháng 11 năm 2009       | Carrousel du Louvre, Paris                      | 20                | [ 37 ]        |
| 7         | Ý                                    | 31 tháng 3 năm 2007       | Centro Commerciale Roma Est, Rome               | 17                | [ 38 ]        |
| 8         | Đức                                  | 6 tháng 12 năm 2008       | 1 Rosenstrasse, Munich, Bavaria                 | 16                | [ 39 ]        |
| 9         | Tây Ban Nha                          | 4 tháng 9 năm 2010        | La Maquinista, Barcelona                        | 11                | [ 40 ]        |
| 10        | Nhật Bản                             | 30 tháng 11 năm 2003      | Ginza, Tokyo                                    | 10                | [ 41 ]        |
| 11        | Hàn Quốc                             | 27 tháng 1 năm 2018       | Garosu-gil, Gangnam, Seoul                      | 7                 | [ 42 ]        |
| 12        | Hồng Kông                            | 24 tháng 9 năm 2011       | IFC Mall                                        | 6                 | [ 43 ]        |
| 13        | Thụy Sĩ                              | 25 tháng 9 năm 2008       | Rue de Rive, Geneva                             | 4                 | [ 44 ]        |
| 14        | Các Tiểu vương quốc Ả Rập Thống nhất | 29 tháng 10 năm 2015      | Mall of the Emirates, Dubai Yas Mall, Abu Dhabi | 4                 | [ 45 ]        |
| 15        | Hà Lan                               | 3 tháng 3 năm 2012        | Hirschbuilding, Leidseplein, Amsterdam          | 3                 | [ 46 ]        |
| 16        | Thụy Điển                            | 15 tháng 9 năm 2012       | Täby Centrum, Stockholm                         | 3                 | [ 47 ]        |
| 17        | Thổ Nhĩ Kỳ                           | 5 tháng 4 năm 2014        | Zorlu Center, Istanbul                          | 3                 | [ 48 ]        |
| 18        | Singapore                            | 27 tháng 5 năm 2017       | Orchard Road                                    | 3                 | [ 49 ]        |
| 19        | Brazil                               | 15 tháng 2 năm 2014       | VillageMall, Barra da Tijuca, Rio de Janeiro    | 2                 | [ 48 ]        |
| 20        | Macau                                | 25 tháng 6 năm 2016       | Galaxy Macau                                    | 2                 | [ 50 ]        |
| 21        | Mexico                               | 24 tháng 9 năm 2016       | Centro Santa Fe, Santa Fe, Mexico City          | 2                 | [ 51 ]        |
| 22        | Đài Loan                             | 1 tháng 7 năm 2017        | Taipei 101, Taipei                              | 2                 | [ 52 ]        |
| 23        | Thái Lan                             | 10 tháng 11 năm 2018      | Iconsiam, Bangkok                               | 2                 | [ 53 ]        |
| 24        | Ấn Độ                                | 18 tháng 4 năm 2023       | Bandra Kurla Complex, Mumbai                    | 2                 | [ 54 ] [ 55 ] |
| 25        | Bỉ                                   | 19 tháng 9 năm 2015       | Avenue de la Toison d'Or, Brussels              | 1                 | [ 56 ]        |
| 26        | Áo                                   | 24 tháng 2 năm 2018       | Kärntner Straße, Vienna                         | 1                 | [ 57 ]        |
| 27        | Malaysia                             | 22 tháng 6 năm 2024       | The Exchange TRX, Kuala Lumpur                  | 1                 | [ 58 ]        |
| Tổng cộng | Tổng cộng                            | Tổng cộng                 | Tổng cộng                                       | 530 cửa hàng      |               |

## Khai trương cửa hàng
Việc khai trương Apple Store và phát hành sản phẩm mới có thể thu hút hàng trăm người, với một số người xếp hàng chờ đợi đến một ngày trước khi khai trương. Việc khai trương cửa hàng Cube Fifth Avenue ở thành phố New York năm 2006 đã trở thành địa điểm cầu hôn và có những vị khách đến từ châu Âu đã bay đến cho kiện này. Vào tháng 6 năm 2017, một cặp vợ chồng mới cưới đã chụp ảnh cưới của họ bên trong Apple Store mới khai trương Orchard Road tại Singapore.

## Trộm cướp
Trong Apple Store đã xảy ra nhiều vụ trộm. Các sự cố bao gồm hai vụ trộm vào tháng 2 năm 2016, trong đó kẻ trộm đã đánh cắp tổng số 67 chiếc iPhone với tổng số tiền hơn 49.300 đô la Mỹ (60.114 đô la Mỹ vào năm 2022), một sự kiện vào tháng 6 năm 2016 khi một tên trộm ăn mặc như một nhân viên Apple Store lấy được quyền truy cập vào phòng sửa chữa điện tử và lấy 19 chiếc iPhone trị giá 16.130 đô la Mỹ (19.668 đô la Mỹ vào năm 2022), một sự cố vào tháng 11 năm 2016 trong đó một cửa hàng Apple đã bị cướp 40.000 đô la Mỹ (48.774 đô la Mỹ vào năm 2022)   các mặt hàng trị giá và sau đó tấn công lại vào tháng 4 năm 2017 với 24.000 đô la Mỹ (28.653 đô la Mỹ vào năm 2022), một vụ cướp nhanh chóng vào tháng 12 năm 2016 chỉ mất 12 giây để hoàn thành, và một cuộc tấn công khác vào tháng 12 năm 2016 trong đó nhiều cá nhân đã lái xe vào một cửa hàng thông qua cửa kính phía trước và tiến hành đánh cắp một số lượng không xác định của các mặt hàng được trưng bày.
Các thiết bị được trưng bày trong các cửa hàng được trang bị các phiên bản demo đặc biệt của hệ điều hành tương ứng. Thiết bị iOS ngăn chặn mật mã được kích hoạt và máy tính Mac trở lại trạng thái ban đầu sau khi khởi động lại. Ngoài ra, trong trường hợp trộm cắp, biện pháp bảo mật sẽ khiến các thiết bị trở nên vô dụng, bằng cách kích hoạt "công tắc tiêu diệt" vô hiệu hóa chúng một khi nằm ngoài tầm với của mạng Wi-Fi của cửa hàng.
Người biểu tình trong cuộc biểu tình của gilets jaunes vào tháng 12 năm 2018 đã cướp phá các Cửa hàng Apple ở Paris.

## Apple Company Store

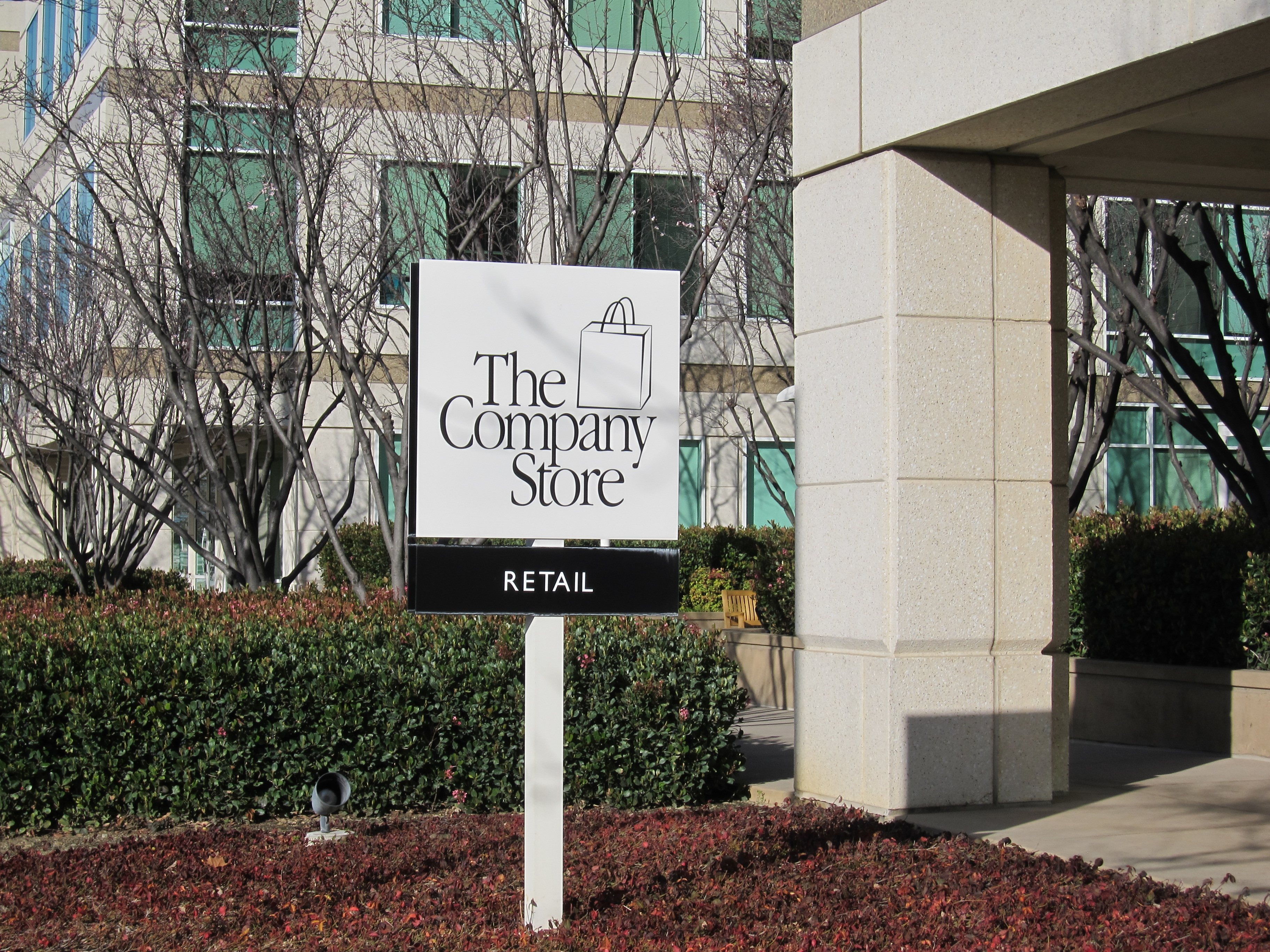
Ngoại thất của cửa hàng Apple Campus ở Infinite Loop

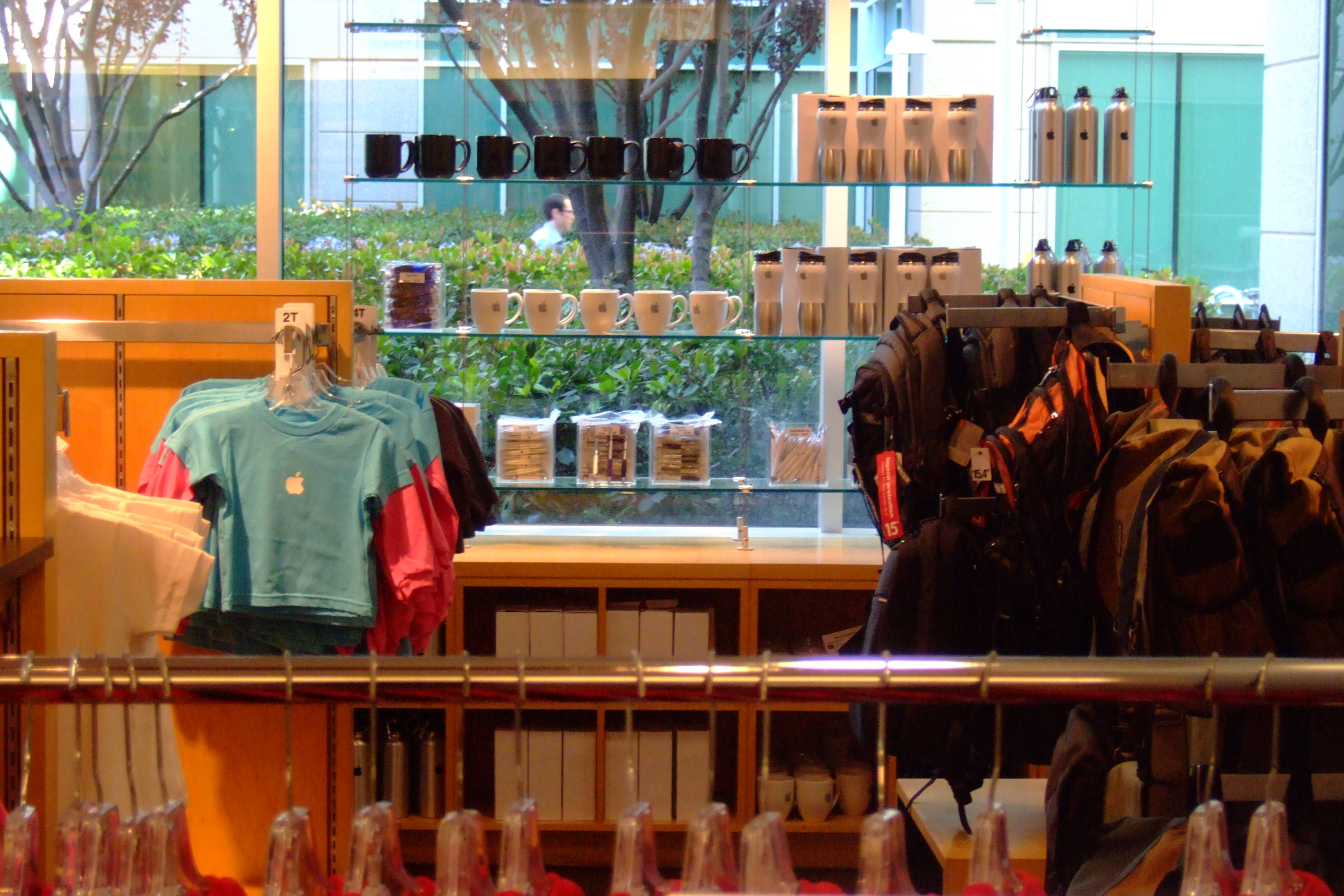
Nội thất của cửa hàng Apple Campus trưng bày áo sơ mi thương hiệu Apple

Năm 1993, Apple đã mở một cửa hàng tại Apple Campus ở Cupertino, California. Vào thời điểm đó, cửa hàng đó là nơi duy nhất trên thế giới có thể mua hàng hóa của Apple, bao gồm áo phông, cốc và bút. Vào tháng 6 năm 2015, cửa hàng đã đóng cửa để cải tạo, và vào tháng 9, nó đã được mở cửa trở lại, với một thiết kế mới và lần đầu tiên, bán iPhone, một thiếu sót đáng chú ý từ nhiều năm trước.

## Đạo nhái

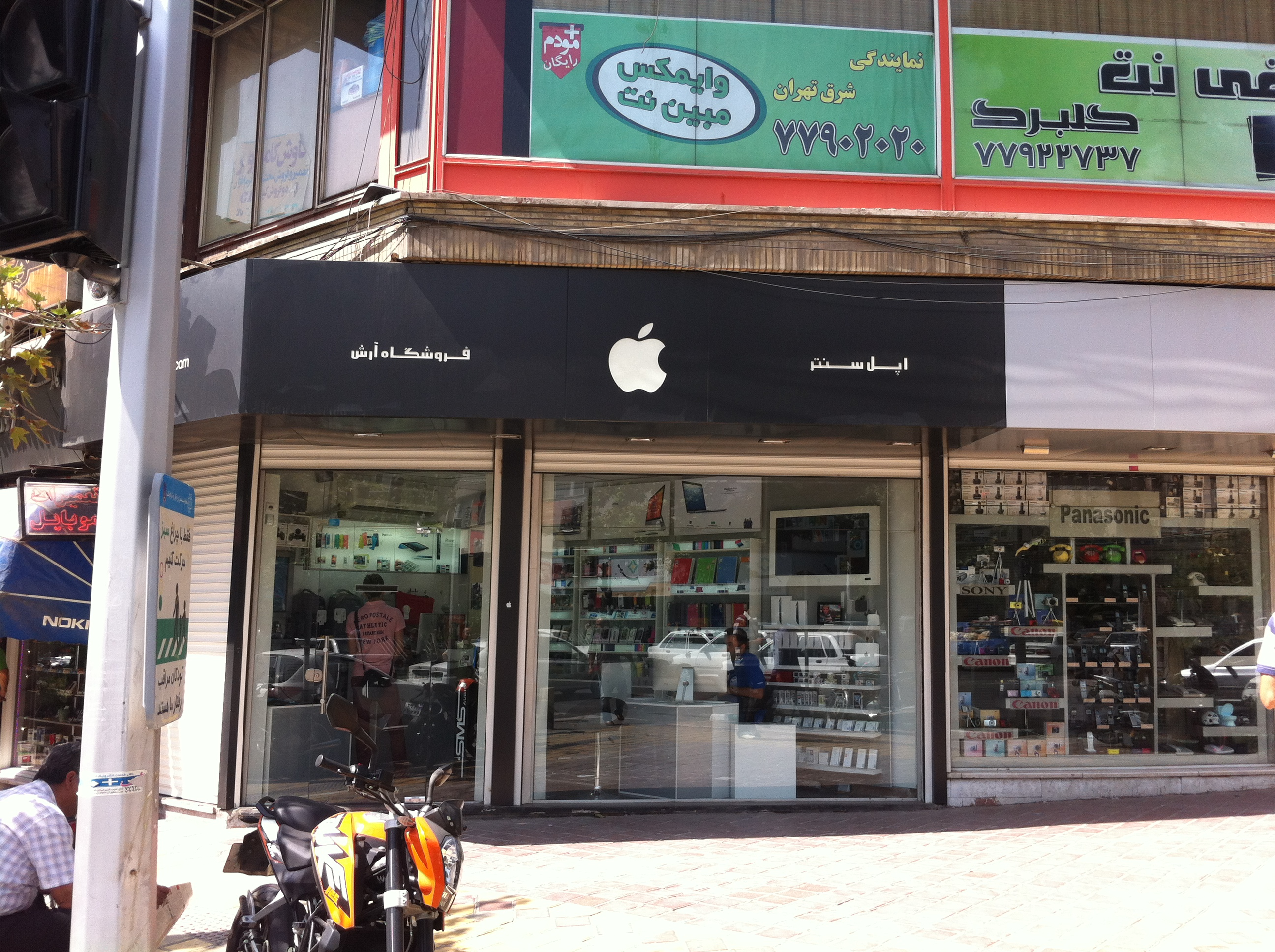
Một Apple Store trái phép ở Tehran, Iran

Vào tháng 7 năm 2011, một blogger Mỹ sống ở thành phố Côn Minh phía tây nam Trung Quốc đã báo cáo về khám phá của cô về cái mà cô gọi là "cửa hàng nhái tốt nhất mà chúng tôi từng thấy"—một Apple Store giả, hoàn chỉnh với mặt ngoài bằng kính, bàn trưng bày bằng gỗ, cầu thang uốn lượn và áp phích quảng cáo lớn được tìm thấy trong Apple Store hợp pháp và nhân viên đeo dây buộc và áo phông giống như nhân viên thực tế của Apple Store. The Wall Street Journal báo cáo rằng cửa hàng đã "nhận được sự chú ý rộng rãi của quốc tế về độ dài đáng chú ý mà chủ sở hữu của nó dường như đã bắt chước vẻ ngoài của Apple Store thực sự." Apple Store giả đã được  ứng cử viên tổng thống Hoa Kỳ, ông Mitt Romney nhắc đến trong cuộc tranh luận bầu cử lần thứ hai năm 2012. Luật pháp Trung Quốc cấm các nhà bán lẻ sao chép giao diện của các cửa hàng của đối thủ cạnh tranh, nhưng việc thực thi rất là lỏng lẻo.
Theo The Wall Street Journal, các đại lý trái phép của Apple được tìm thấy trên khắp Trung Quốc; bài đăng gốc của blogger lưu ý rằng hai cửa hàng như vậy nằm cách nhau có vài bước chân, một trong số đó có một biển hiệu sai chính tả là "Apple Stoer". Một nhân viên của hàng giả đầu tiên đã xác nhận rằng cửa hàng không phải là một trong số 13  đại lý ủy quyền của Apple tại Côn Minh. Trong một báo cáo tiếp theo, Reuters chỉ ra rằng chính quyền địa phương ở Côn Minh đã đóng cửa hai Apple Store giả ở thành phố đó do không có giấy phép kinh doanh chính thức, nhưng cho phép ba cửa hàng khác như vậy được mở, bao gồm cả cửa hàng đã thu hút sự chú ý của quốc tế. Các nhà khai thác của cửa hàng đó đã xin giấy phép đại lý từ Apple.  Tại thời điểm báo cáo, chỉ có bốn Cửa hàng Apple hợp pháp đã được mở tại Trung Quốc, với hai ở Bắc Kinh và hai ở Thượng Hải.
Sau những sự kiện này, nhiều Apple Store thật ở Trung Quốc đã bắt đầu khai trương, một trong số những của hàng được mở sớm là Apple Store Thâm Quyến vào ngày 3 tháng 11 năm 2012.